# バンベルク市街
ここでいうバンベルク市街は、1993年にユネスコの世界遺産（文化遺産）に登録されたドイツのバイエルン州バンベルク市の旧市街を指す。

## 背景
旧市街が世界遺産に登録された理由は、第二次世界大戦期に実質的に被害を受けることがなく、中世の景観が維持されているドイツでは稀な地域という点にある。2005年に市は、世界遺産としての保全活動を支援するために、文献情報センターを設立した。

## 主な景観

### バンベルク大聖堂
この大聖堂は4つの尖塔をともなう後期ロマネスク様式の建造物である。大聖堂は長さ約94m、幅28m、高さ26mで、尖塔の高さはいずれも約81mである。
1004年に神聖ローマ皇帝ハインリヒ2世によって最初の造営がなされ、1012年5月6日に献堂された。1081年に火災によって一部が損壊したあと、バンベルクの聖オットー (Otto of Bamberg) によって新たな大聖堂が建造され、1111年に献堂された。現存する後期ロマネスク様式の大聖堂は、その後の13世紀に完成したものである。
収蔵されている数ある美術作品の中では、まずはこの教会の建立者である皇帝ハインリヒ2世とその妻クニグンデ皇后の壮麗な大理石の墓を挙げておこう。これは、1499年から1513年に彫刻家ティルマン・リーメンシュナイダーが彫り上げたもので、彼の代表作と見なされている。
他の大聖堂の宝物には、バンベルクの騎馬像（germ.：Der Bamberger Reiter）として知られる彫像がある。おそらくコンラート3世の時期に属するこの彫像は、ほぼ間違いなく1200年頃のものである。
また、大聖堂には ローマ教皇クレメンス2世の墓もある。

### 旧宮殿
絵画的な美しさを持つ旧宮殿 (Alte Hofhaltung) は、1591年にバンベルク伯の旧邸宅の敷地に建てられたもので、以降新宮殿が建てられるまでの司教の居館になった。

### 新宮殿
新宮殿（Neue Residenz, 1698年 - 1704年）は、当初は司教領主 (Prince-Bishop) によって、 1864年から1867年までは元ギリシャ王オソン1世によって、それぞれ領有されていた。その壮麗な薔薇園 (Rosengarten) は、素晴らしい見晴らしを提供してくれる。

### アルテンブルク城
城はバンベルクの7つの丘のうち最も高い丘(386m)に位置している。1251年から1553年の間、この城はバンベルク司教の宮殿であった。1553年にブランデンブルク辺境伯 アルベルトに破壊され、以後はわずかな修繕がなされたあと監獄としてのみ使用され、次第に荒廃していった。
1801年にA.F.マルクス博士が城を買い上げ、それを完全に修復した。彼の友人で有名なドイツ人作家E.T.A.ホフマンはこの城に強い感銘を受け、暫くそこで暮らした。次の所有者、アントン・フォン・グライフェンシュタインは1818年に城郭保護協会を設立した。この団体は今も城のすべてを維持している。

### その他の名所

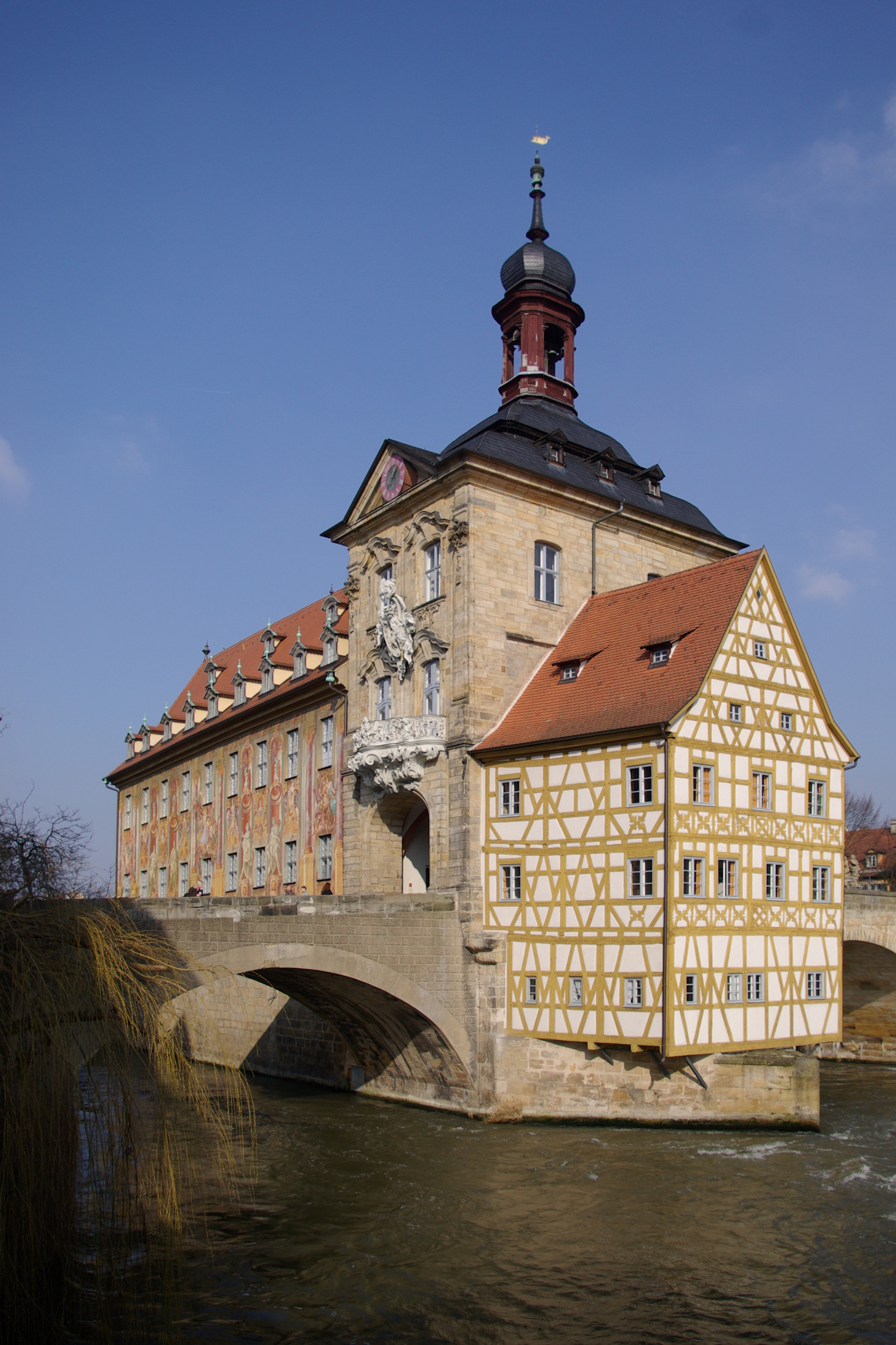
旧市庁舎。橋の上に建っていることがよく分かる

他の特筆すべき教会には11世紀のロマネスク様式のバシリカ式教会堂であるヤコブ教会（Jakobskirche）、聖マルティン教会（St Martinskirche）、今は本来の純粋なゴシック様式に修復されている1320年から1387年に建造されたマリア教会（Marienkirche ; オーベレ・プファル教会 Obere Pfarrkirche）などがある。また、ミヒャエルスベルクにある復元された12世紀ロマネスク様式のミヒャエル修道院教会は、かつては1803年に世俗化されたベネディクト会修道院の付属教会だったもので、現在は救貧院、博物館、市営のギャラリーを含んでいる。
下町につながる橋のなかで最も興味深い橋は、1455年に完成したオーベレ・ブリュッケである。この橋の中ほどの人工島の上に、1744年から1756年に再建された（旧）市庁舎 (Rathaus) が建っている。
かつてのイエズス会のコレジオである王立Lyceumには、特筆すべきコレクションと30万冊に及ぶ王家の蔵書が所蔵されている。
街の中の文化財で特筆に価するのはマクシミリアンの噴水（1880年）である。この噴水にはバイエルン王マクシミリアン1世、皇帝ハインリヒ2世夫妻、皇帝コンラート3世、バンベルク司教の聖オットーらの彫像が附属している。
また、レグニッツ川沿いには「小ヴェネツィア」と呼ばれる、19世紀以降の趣深い漁師たちの住宅が立ち並ぶ一画がある。

## 世界遺産基準
この世界遺産は世界遺産登録基準のうち、以下の条件を満たし、登録された（以下の基準は世界遺産センター公表の登録基準からの翻訳、引用である）。
- (2) ある期間を通じてまたはある文化圏において、建築、技術、記念碑的芸術、都市計画、景観デザインの発展に関し、人類の価値の重要な交流を示すもの。
- (4) 人類の歴史上重要な時代を例証する建築様式、建築物群、技術の集積または景観の優れた例。

## ギャラリー

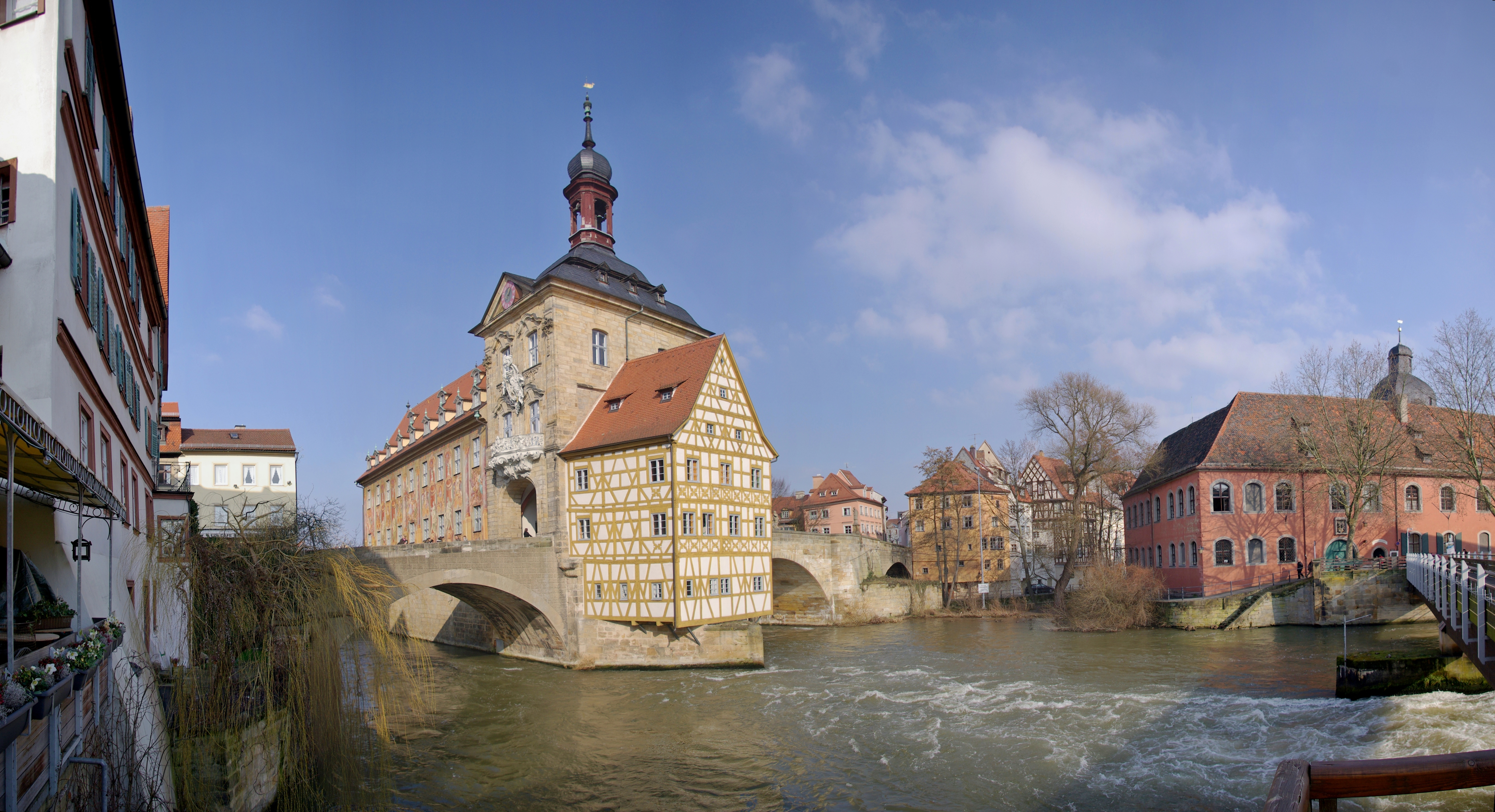
旧市庁舎
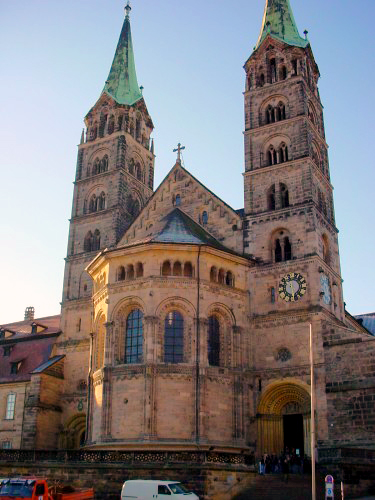
バンベルク大聖堂ファサード
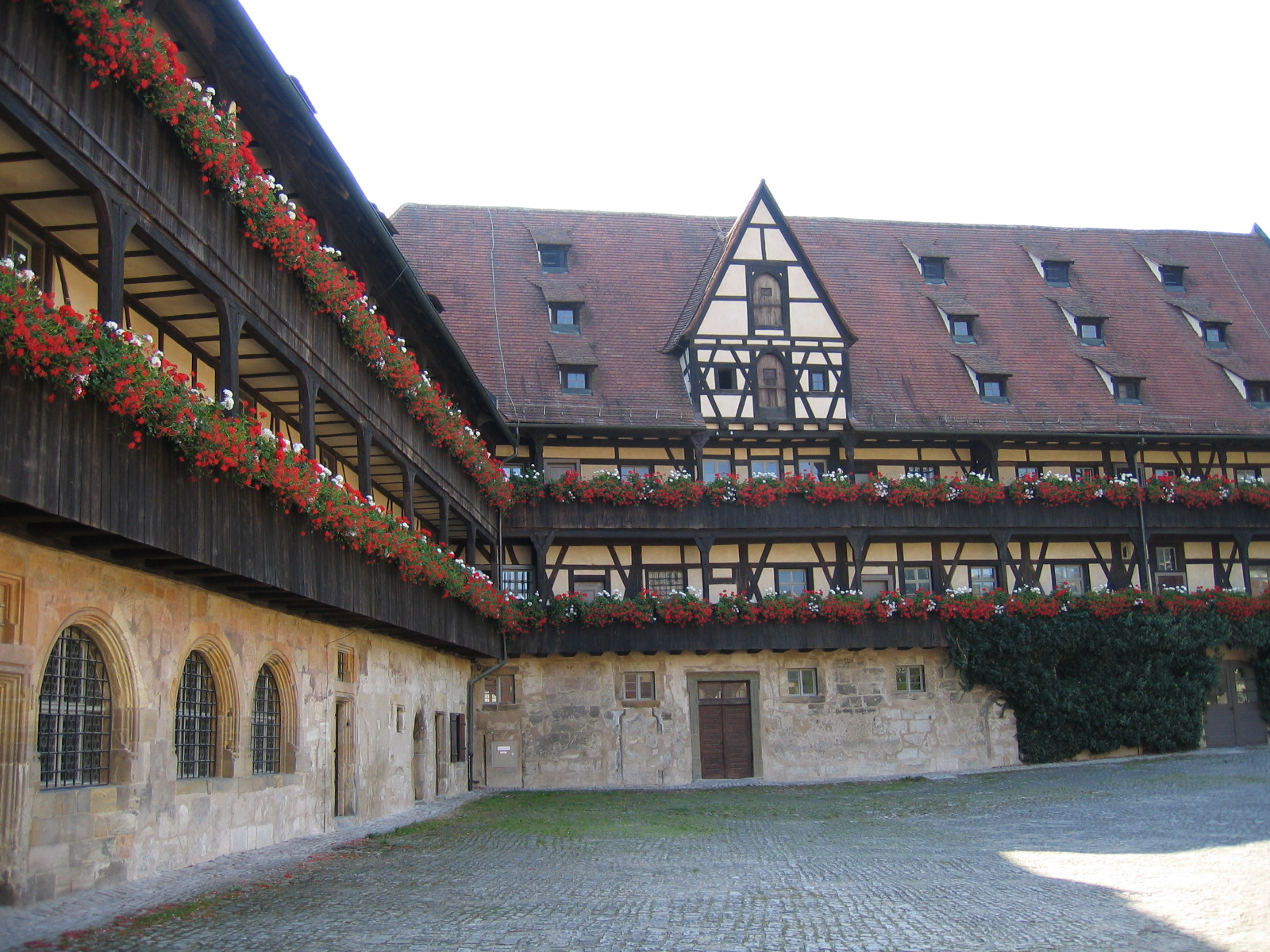
旧宮殿
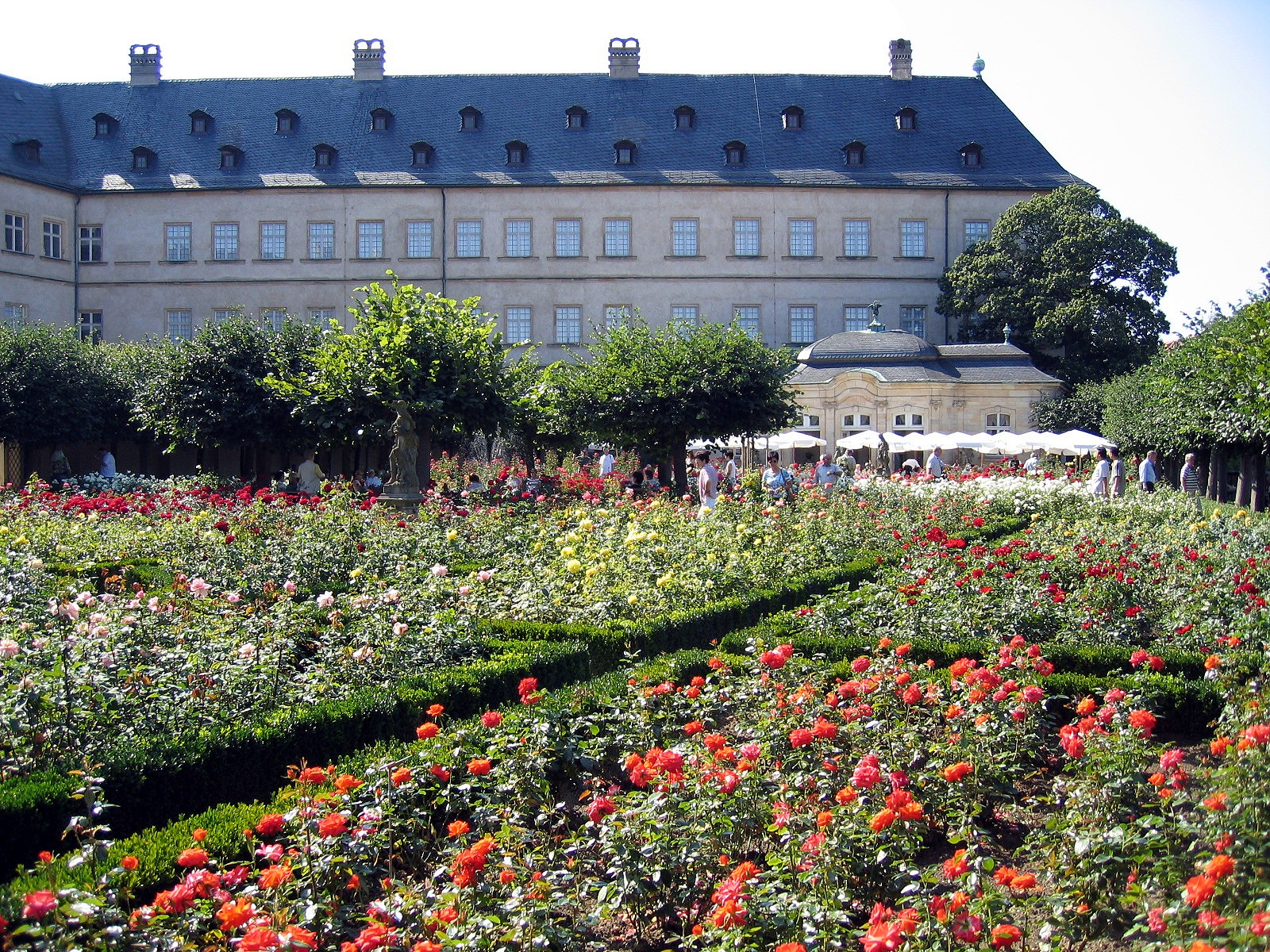
新宮殿とバラ園
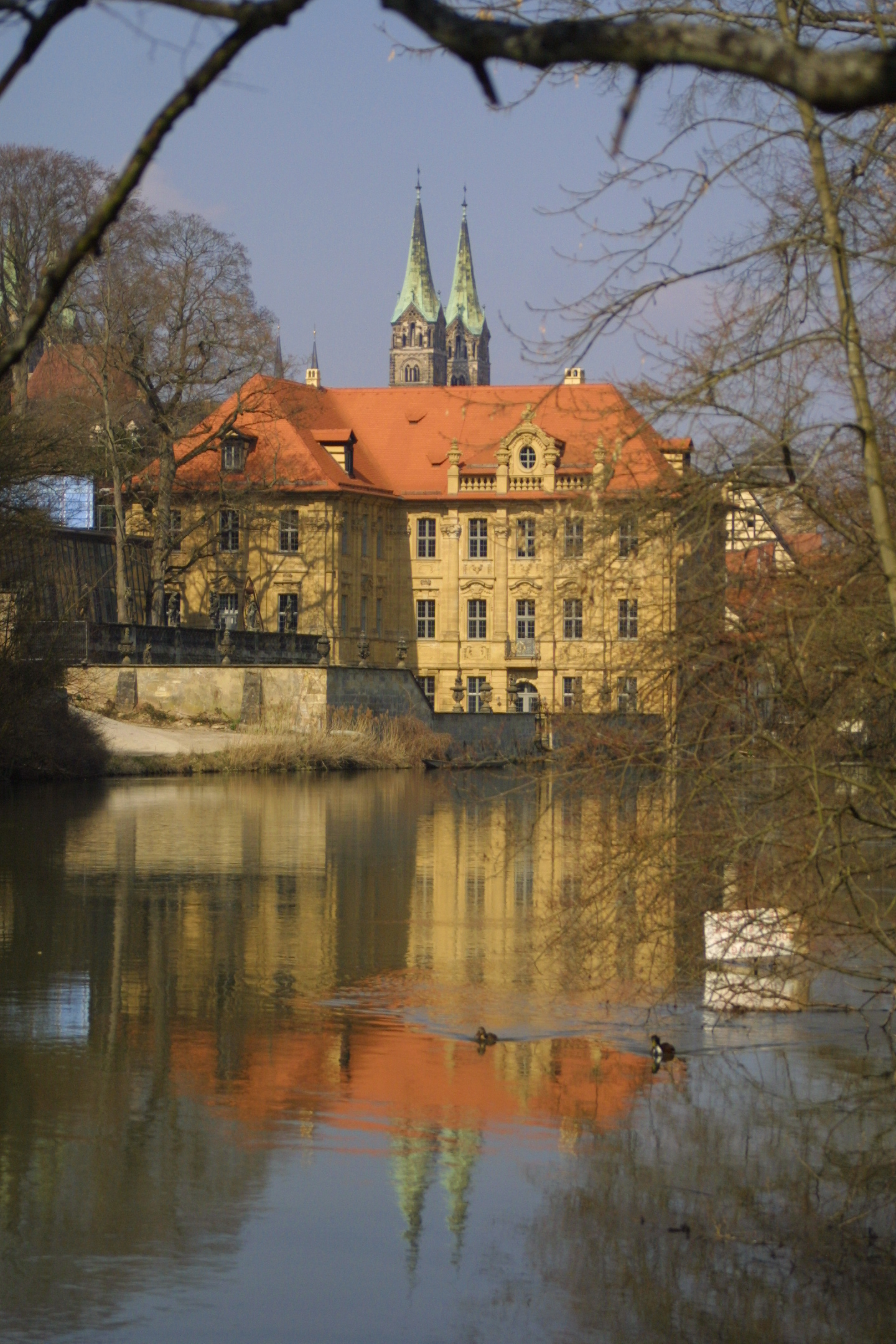
コンコルディア城（ヴィラ・コンコルディア国際芸術の家）
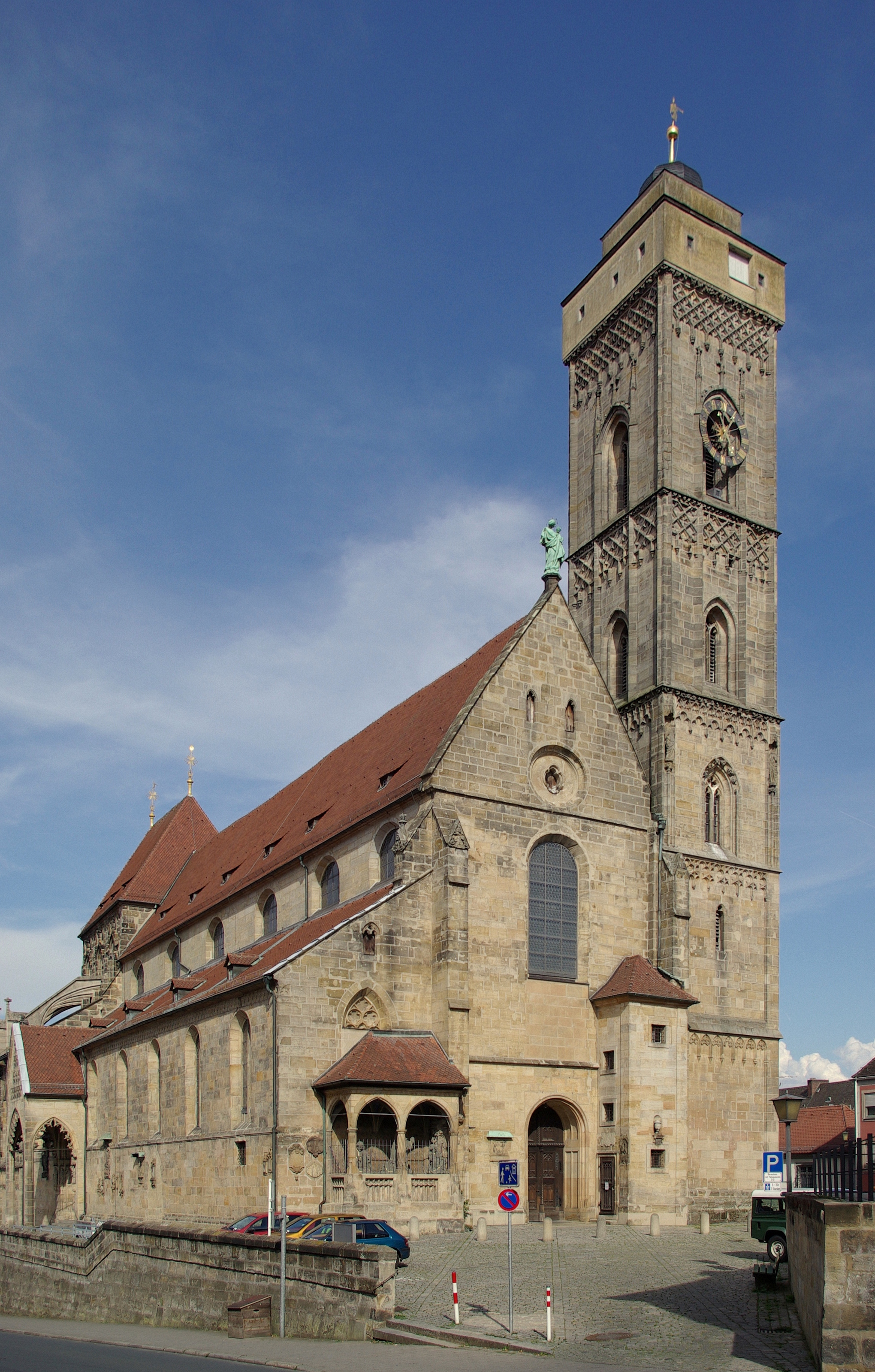
オベーレ・プファレ
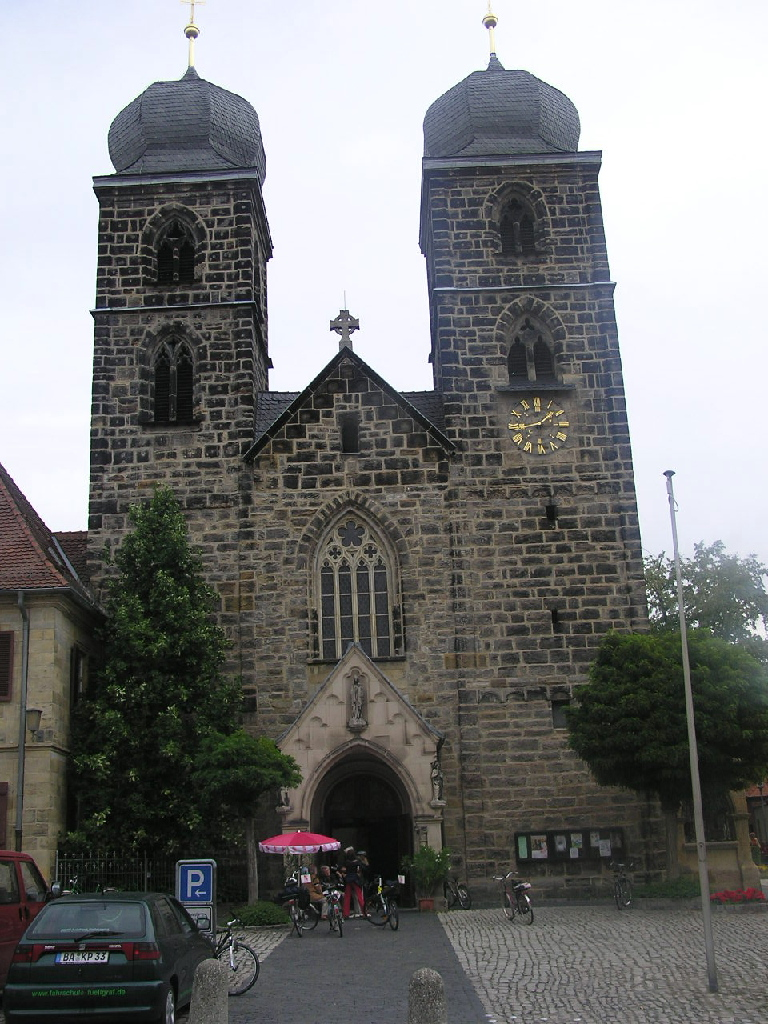
聖ガンゴルフ教会
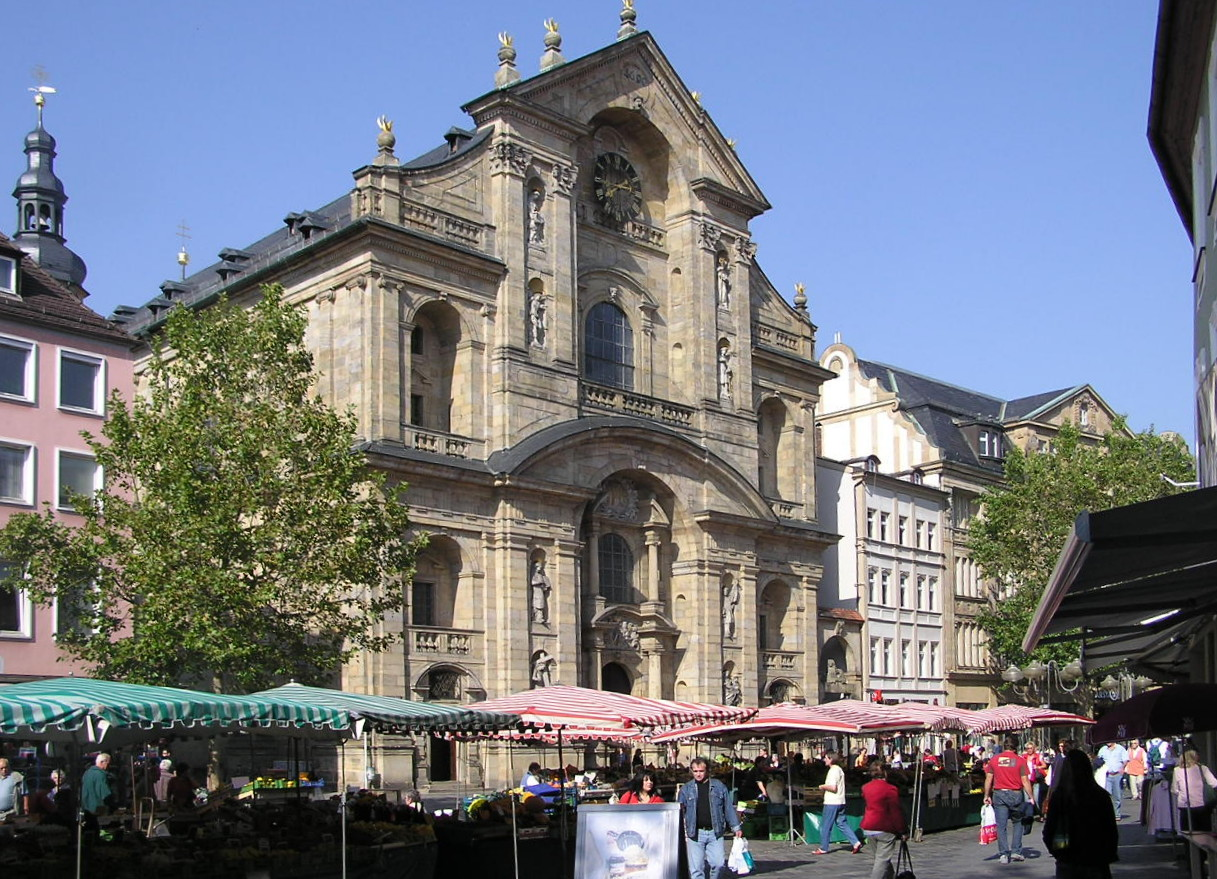
聖マルティン教会と緑の市
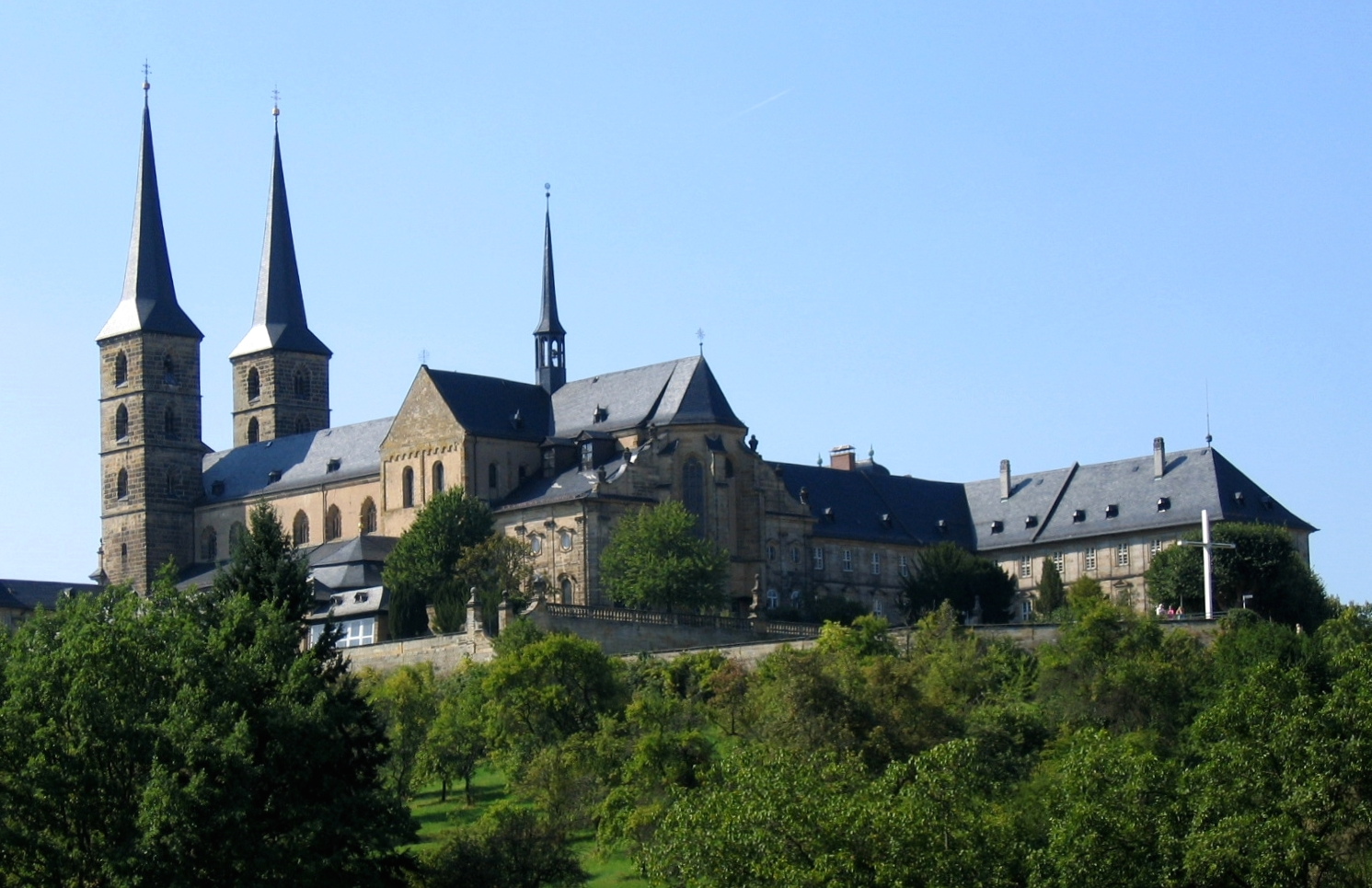
聖ミヒャエル修道院
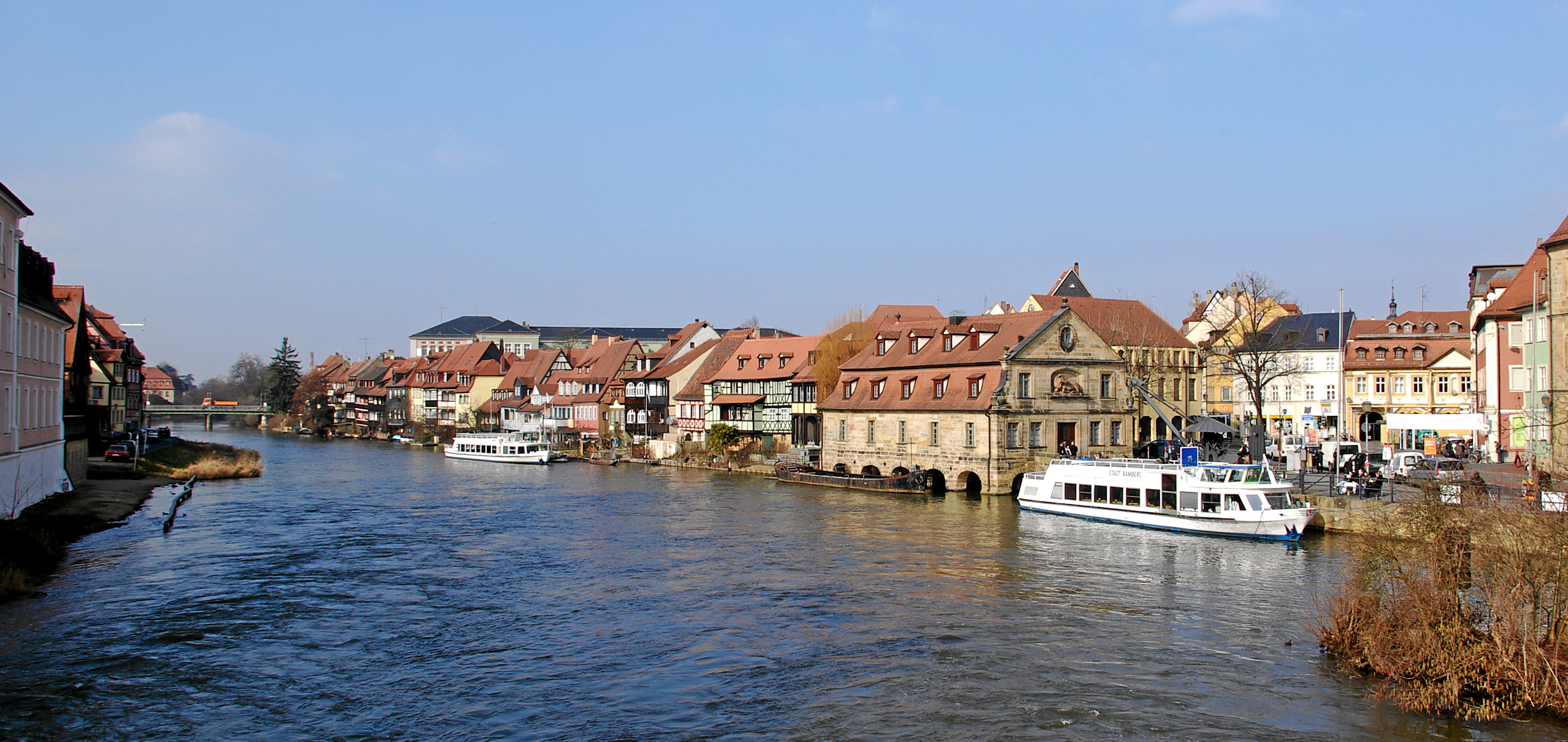
小ヴェネツィア
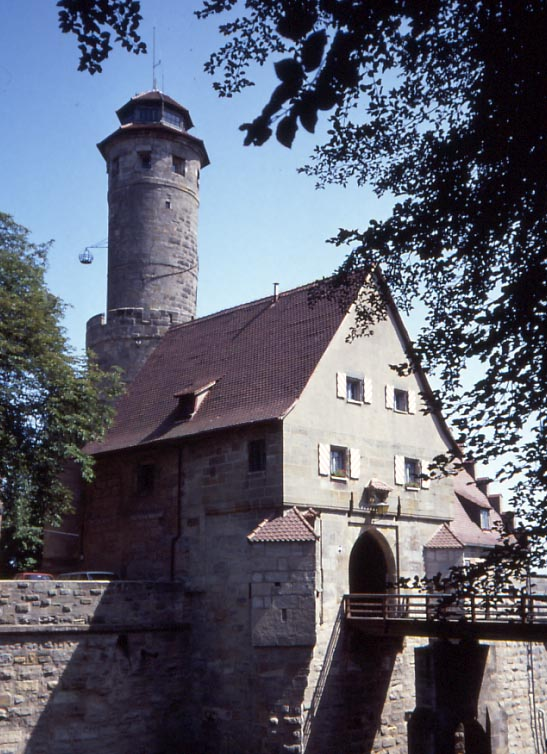
アルテンブルク城
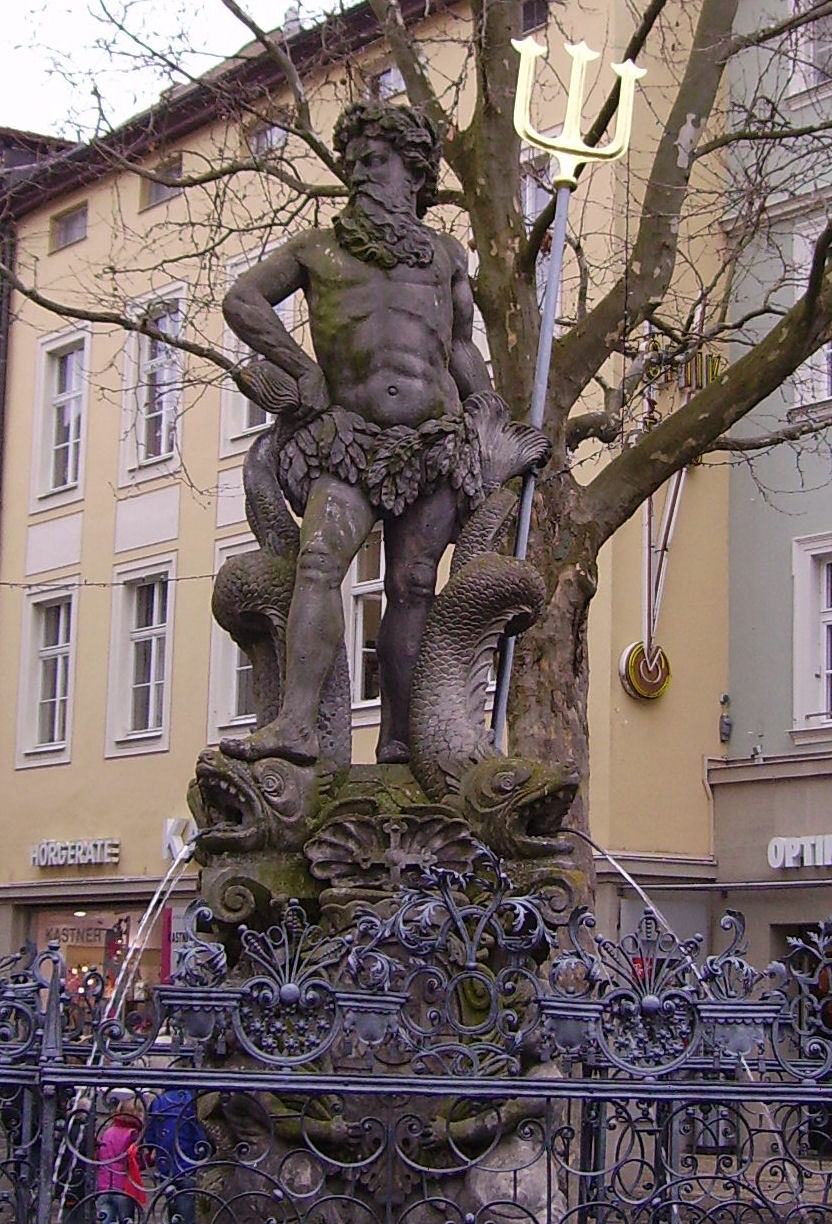
ガーベルマン
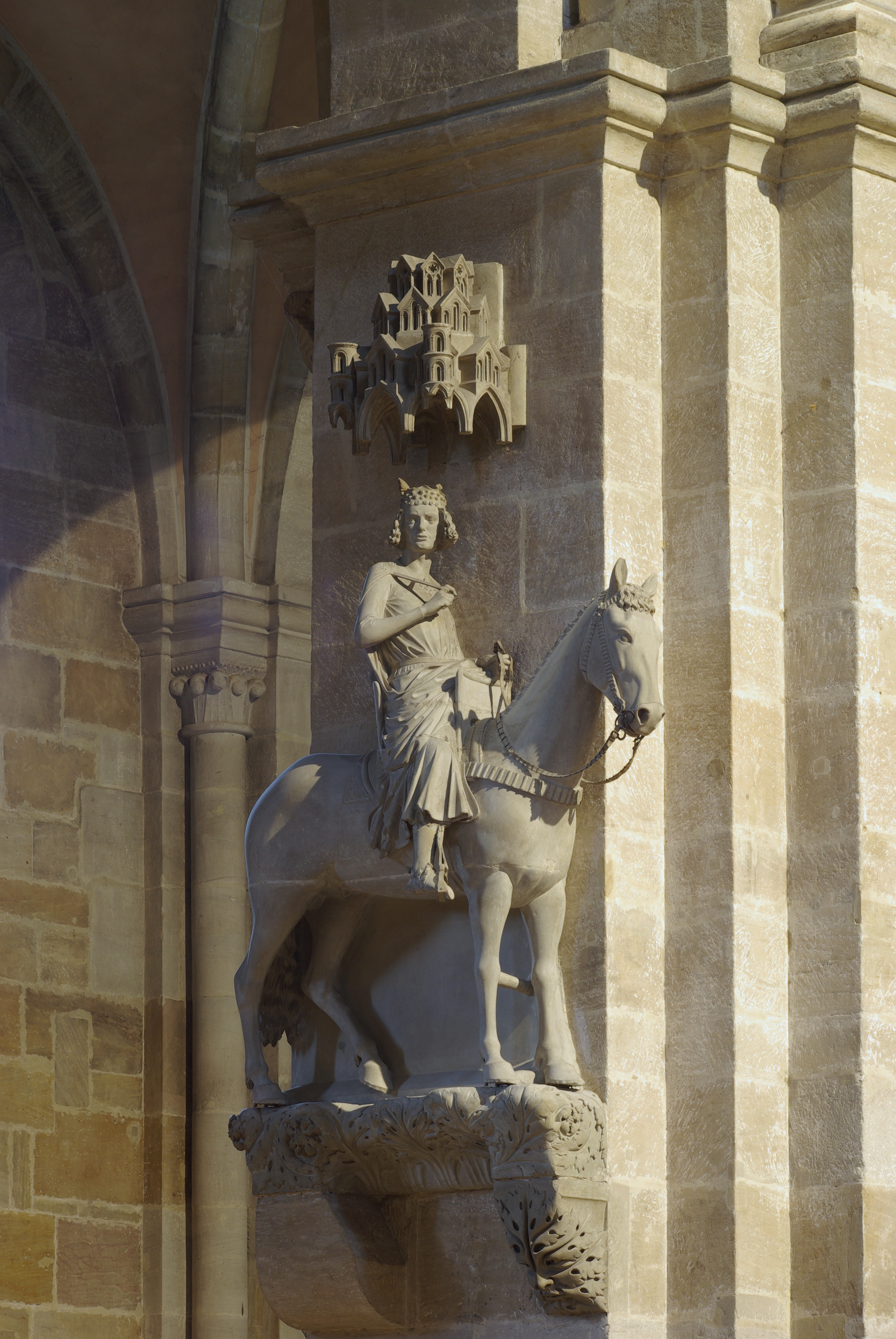
バンベルクの騎士